# Lichenaula
Lichenaula là một chi bướm đêm oecophorid Úc.
Chi này đã được xuất bản lần đầu bởi entomologist nghiệp dư Edward Meyrick vào năm 1890.

## Các loài
- Lichenaula afflictella (Walker, 1864)
- Lichenaula appropinquans T.P. Lucas, 1901
- Lichenaula arisema Meyrick, 1890
- Lichenaula calligrapha Meyrick, 1890
- Lichenaula callispora Turner, 1904
- Lichenaula choriodes Meyrick, 1890
- Lichenaula circumsignata T.P. Lucas, 1900
- Lichenaula comparella (Walker, 1864)
- Lichenaula drosias Lower, 1899
- Lichenaula fumata Turner, 1898
- Lichenaula goniodes Turner, 1898
- Lichenaula ignota Turner, 1898
- Lichenaula laniata Meyrick, 1890
- Lichenaula lichenea Meyrick, 1890
- Lichenaula lithina Meyrick, 1890
- Lichenaula maculosa (Turner, 1898)
- Lichenaula melanoleuca Turner, 1898
- Lichenaula mochlias Meyrick, 1890
- Lichenaula musica Meyrick, 1890
- Lichenaula onychodes Turner, 1898
- Lichenaula onychotypa Turner, 1939
- Lichenaula pelodesma (Lower, 1899)
- Lichenaula petulans T.P. Lucas, 1900
- Lichenaula phloeochroa Turner, 1898
- Lichenaula selenophora Lower, 1892
- Lichenaula tholodes Turner, 1900
- Lichenaula tortriciformis T.P. Lucas, 1900
- Lichenaula tuberculata Meyrick, 1890
- Lichenaula undulatella (Walker, 1864)

## Hình ảnh

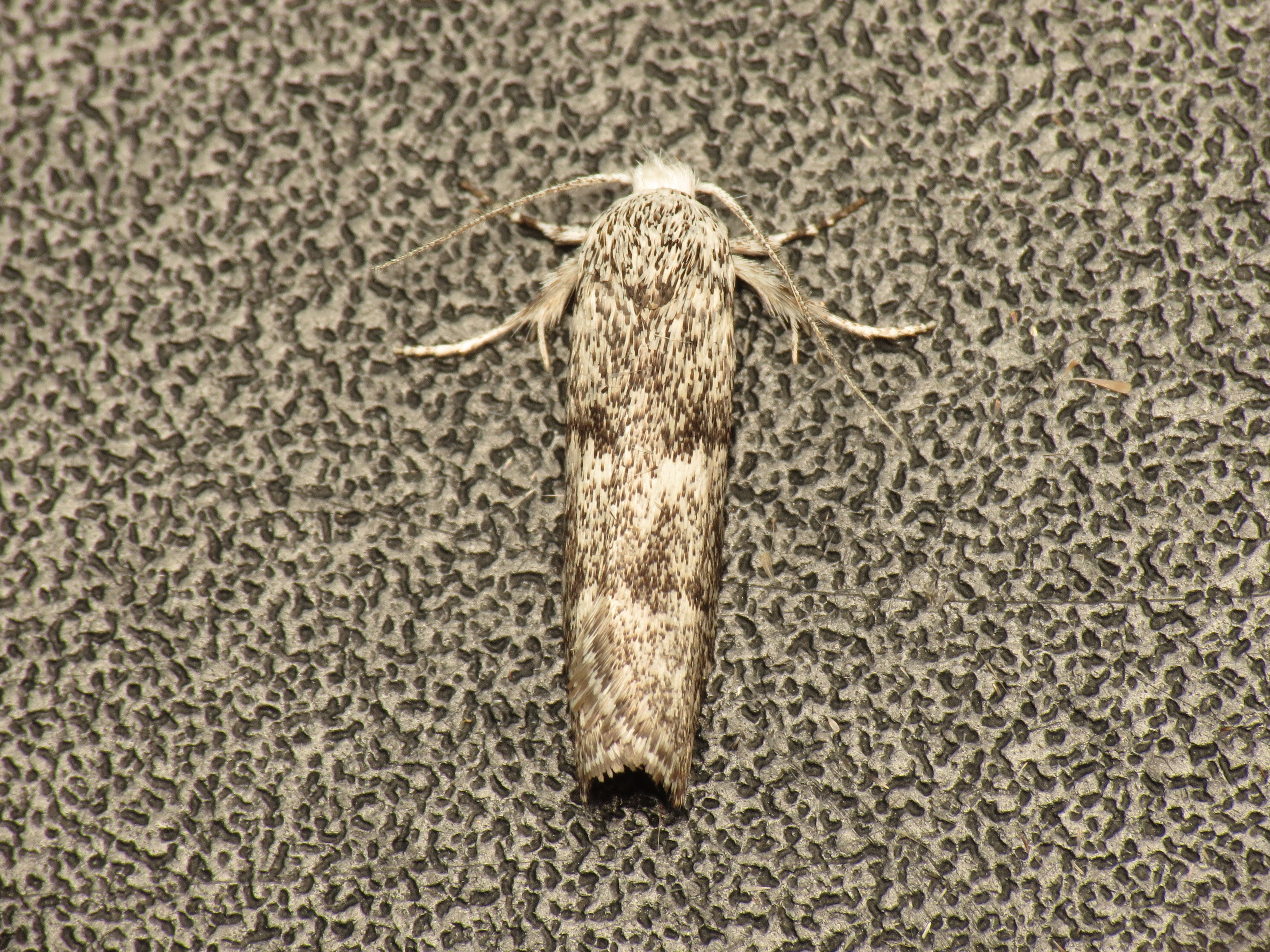
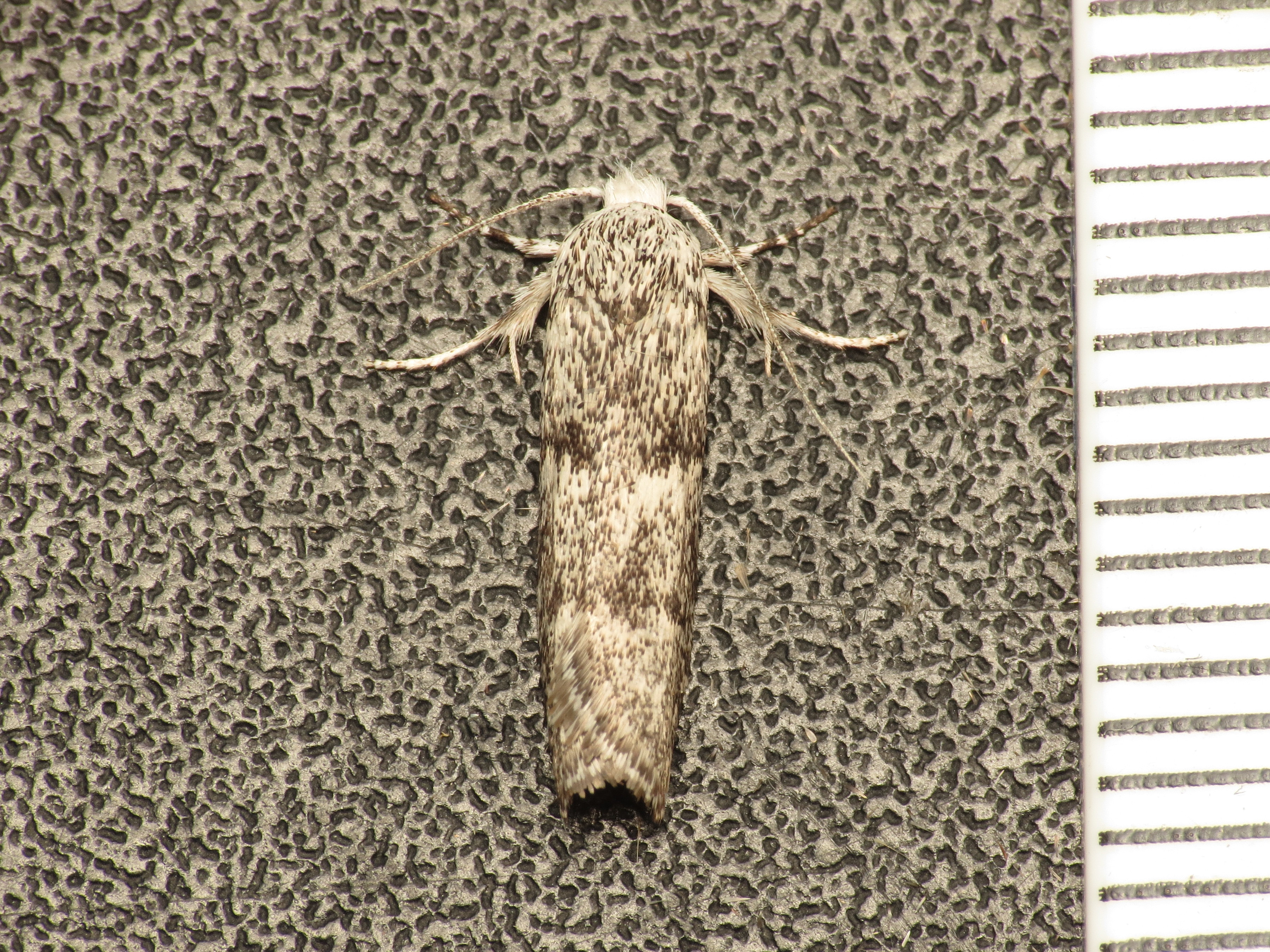
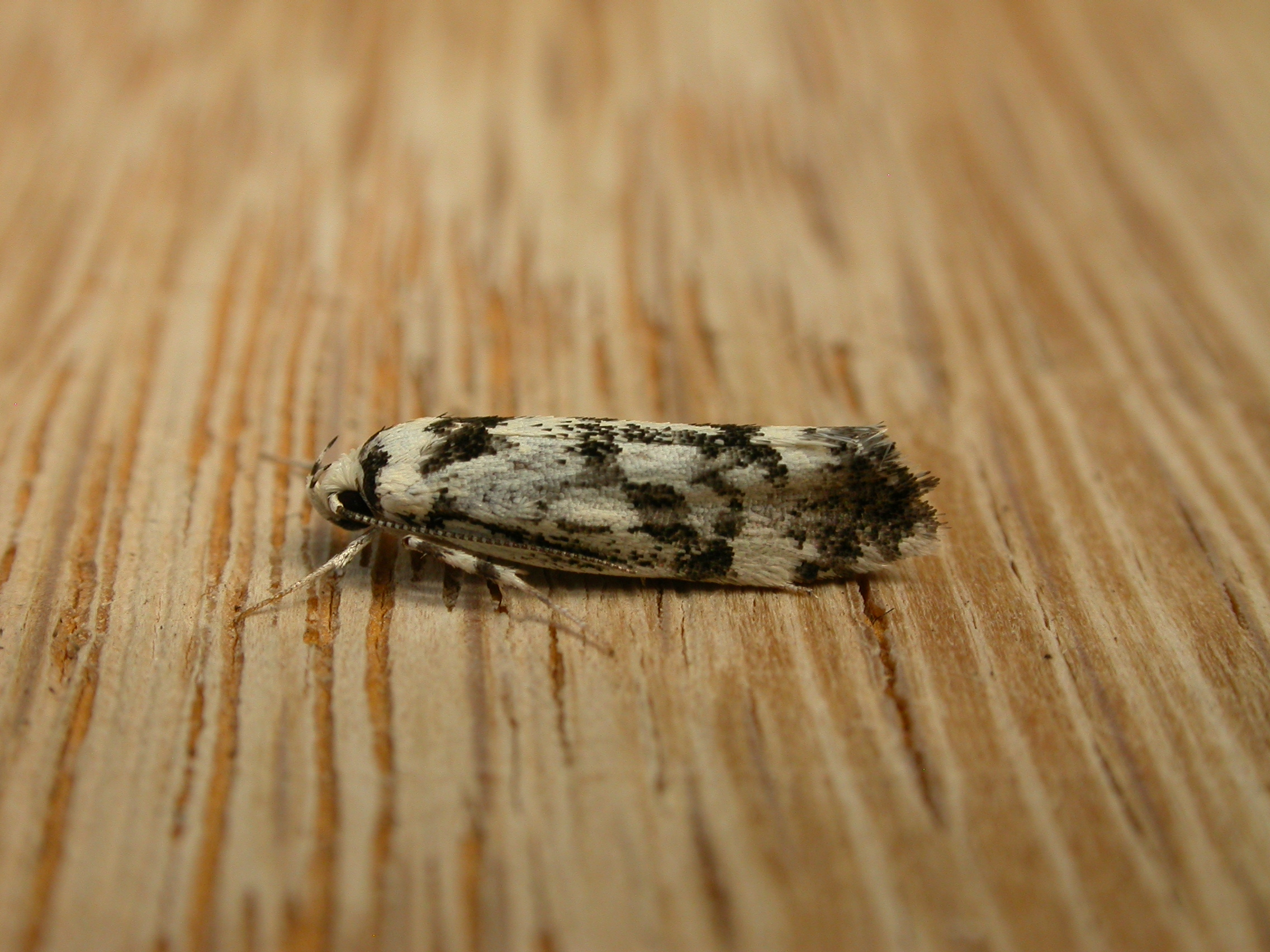